# Johannes Kraft
Johannes Kraft (* 1977) ist ein deutscher Politiker (CDU). Seit 2021 ist er Mitglied im Abgeordnetenhaus von Berlin.

## Leben
Johannes Kraft besuchte die Grundschule in Buch und legte 1996 die Abiturprüfung ab. Während seiner Schulzeit studierte er im Schülerstudium zusätzlich Mathematik. Nach dem Zivildienst und einem Studium zum Wirtschaftsingenieur der Fachrichtung Elektrotechnik an der TU Berlin wurde er 2005 geschäftsführender Gesellschafter einer Firma im Bereich SmartHome.

## Partei und Politik
Der Bezirksverordnetenversammlung des Bezirks Pankow gehörte er von 2005 bis 2021 in der Funktion des Fraktionsvorsitzenden seiner Partei an. Bei der Abgeordnetenhauswahl 2021 erhielt er ein Direktmandat im Wahlkreis Pankow 1 für seine Partei. Bei der Wiederholungswahl 2023 konnte er seinen Sitz im Abgeordnetenhaus verteidigen.